# Johnstown (pueblo)
Johnstown es un pueblo ubicado en el condado de Fulton en el estado estadounidense de Nueva York. En el año 2000 tenía una población de 7.166 habitantes y una densidad poblacional de 39.4 personas por km².

## Geografía
Johnstown se encuentra ubicado en las coordenadas 43°2′45″N 74°23′11″O / 43.04583, -74.38639.

## Demografía
Según la Oficina del Censo en 2000 los ingresos medios por hogar en la localidad eran de $39,591, y los ingresos medios por familia eran $44,167. Los hombres tenían unos ingresos medios de $27,940 frente a los $24,688 para las mujeres. La renta per cápita para la localidad era de $17,910. Alrededor del 9.1% de la población estaban por debajo del umbral de pobreza.